# Kaldor-Hicks-efficiëntie
Kaldor-Hicks-efficiëntie is een term uit de economie en stelt een situatie voor die potentieel een hogere welvaart kent dan een andere, als de winnaars in deze situatie de verliezers kunnen compenseren en zelf dan nog iets overhouden. John Hicks ontwikkelde de term in 1939 om welvaart tussen alternatieve publieke beleidsmaatregelen of economische toestanden te kunnen vergelijken.

## Voorbeeld
Bij bouw van een nieuw vliegveld is er een sterke verhoging van de welvaart door de verbetering van de infrastructuur. Iedereen die hier van profiteert zijn volgens de Kaldor-Hicks-efficiëntie de "winnaars". Er zijn ook "verliezers", namelijk de mensen die rondom het vliegveld wonen, want hun welvaart vermindert door deze bouw. Hun welvaartvermindering zou gecompenseerd kunnen worden door hun bijvoorbeeld een ander huis aan te bieden. Wanneer de kosten die deze compensatie met zich mee zou kunnen brengen lager zijn dan de welvaartverhoging van alle "winnaars", dan is er sprake van Kaldor-Hicks-efficiëntie. Dat deze compensatie voor de verliezers werkelijk plaatsvindt is geen criterium voor deze vorm van efficiëntie, slechts de mogelijkheid moet aanwezig zijn. 